# Брагім Лаглафі
Брагім Лаглафі  (15 квітня 1968) — марокканський легкоатлет, олімпійський медаліст.

## Виступи на Олімпіадах
| Олімпіада    | Дисципліна         | Місце |
| ------------ | ------------------ | ----- |
| Атланта 1996 | біг на 5000 метрів | 8     |
| Сідней 2000  | біг на 5000 метрів | 3     |